# 윤경숙 (배우)
윤경숙(尹敬淑, )은 대한민국의 탤런트, 배우이다. 인천대학교 2학년 재학 중 MBC 15기 공채 탤런트가 되었다. 여순경 역을 맡은 이휘향이 결혼으로 중도하차를 하게 되어 수사반장의 여순경 역을 맡게 됐다.

## 경력
- 동문여자고등학교 졸업
- 1982년 11월 MBC 공채 15기 탤런트
- 인천대학[1]

## 출연작
- 1983년 수사반장 MBC... 여순경 고정배 역